# Longrita
Longrita es un género de arañas de la familia Trachycosmidae.

## Especies
- Longrita arcoona Platnick, 2002
- Longrita findal Platnick, 2002
- Longrita grasspatch Platnick, 2002
- Longrita insidiosa (Simon, 1908)
- Longrita millewa Platnick, 2002
- Longrita nathan Platnick, 2002
- Longrita rastellata Platnick, 2002
- Longrita whaleback Platnick, 2002
- Longrita yuinmery Platnick, 2002
- Longrita zuytdorp Platnick, 2002